# خشونت سیاسی فلسطینی

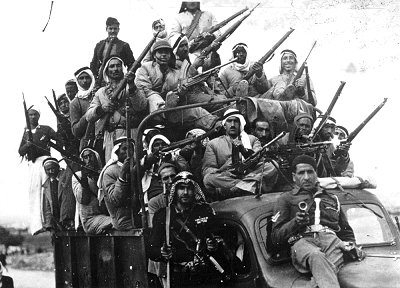
داوطلبان نظامی عرب در سال ۱۹۴۷

خشونت سیاسی فلسطینی به اقداماتی اشاره دارد که فلسطینی‌ها با هدف دستیابی به اهداف سیاسی با استفاده از خشونت انجام می‌دهند. برخی از این اقدامات به عنوان تروریسم تلقی شده و در چارچوب درگیری فلسطین و اسرائیل انجام می‌شوند. اهداف خشونت سیاسی توسط گروه‌های فلسطینی شامل تعیین سرنوشت و حاکمیت بر فلسطین (از جمله تلاش برای نابودی اسرائیل) یا به رسمیت شناختن یک کشور فلسطینی در داخل مرزهای ۱۹۶۷ است. این شامل پایان دادن به اشغال توسط اسرائیل است. اهداف دیگر شامل آزادی اسرای فلسطینی در اسارت اسرائیل و به رسمیت شناختن حق بازگشت فلسطینیان است.

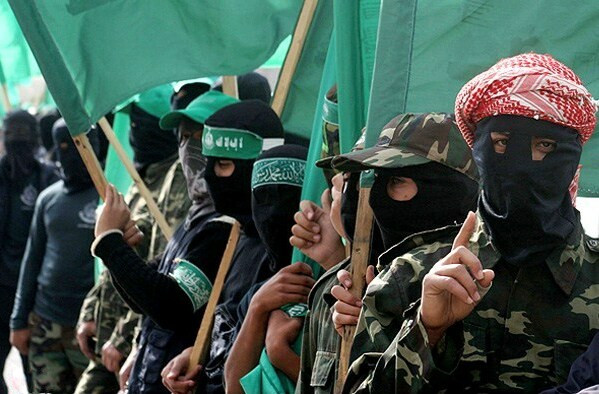
گردان القسام، شاخه نظامی حماس. رژه در سال ۲۰۱۱

گروه‌های فلسطینی که در خشونت با انگیزه‌های سیاسی دست داشته‌اند عبارتند از: سازمان آزادیبخش فلسطین (ساف)، فتح، جبهه خلق برای آزادی فلسطین (PFLP)، جبهه خلق برای آزادی فلسطین – فرماندهی کل (PFLP-GC)، جبهه دموکراتیک برای آزادی فلسطین، سازمان ابونضال، جهاد اسلامی فلسطین و حماس. تعدادی از این گروه‌ها توسط دولت‌های ایالات متحده، کانادا، بریتانیا، ژاپن، نیوزیلند و اتحادیه اروپا، سازمان‌های تروریستی محسوب می‌شوند.